# Regnmannen
Regnmannen är en kommande svensk dramafilm som har en planerad biopremiär den 25 december 2025. Den är regisserad av Hannes Holm, som även skrivit filmens manus tillsammans med Jonas Karlsson, baserad på Karlssons roman med samma namn från 2019.

## Handling
Filmen kretsar kring den buttre Ingmar (Robert Gustafsson) som lever ett inrutat liv i en liten småländsk by. Sedan hans hustru gick bort har han förlorat relationen till sin dotter Erika (Emelia Sallhag). Det enda som han har kvar är den irriterande, frånskilde grannen Burman (Jonas Karlsson) och sin bortgångna frus rosor som egentligen är det enda han bryr sig om att vårda. Genom ett underverk får Ingmar spela huvudrollen i något som kommer att förändra inte bara hans liv, utan hela byns tillvaro.

## Rollista (i urval)
- Robert Gustafsson – Ingmar
- Emelia Sallhag – Erika
- Jonas Karlsson – Burman
- Simon Gregor Carlsson – Daniel
- Enzo Blad Nielsen – Elis
- Victor Iván – Pontus
- Sara Shirpey – Roya

## Produktion
Filmen är producerad av Patrick Ryborn för Unlimited Stories, i samproduktion med Nordisk Film, SVT, Film i Skåne, Film i Väst och Nouvago Capital. Filmen började spelas in den 7 augusti 2024 på Stortorget i Kalmar. Stora delar av inspelningarna pågick även på Öland.